# John Elwes
John Elwes, nato John Hahessy (Londra, 20 ottobre 1946), è un cantante inglese. Da bambino come membro del Choir of Westminster Abbey fu rinomata voce bianca solista e uno degli interpreti favoriti di Benjamin Britten per il quale eseguì la registrazione di alcune sue opere. Prosegue la sua carriera musicale da adulto come tenore di grande successo nel repertorio classico e contemporaneo, ricevendo nel 2008 anche una nomina al Grammy Award.

## Biografia
John Hahessy nasce a Londra nel 1946 da padre irlandese. A causa di una difficile situazione familiare, passa la sua infanzia in istituto. A salvarlo - per sua stessa ammissione - è il suo precoce talento per la musica e il canto. Già a cinque anni entra nel Choir of Westminster Abbey di cui nel giro di pochi anni diventerà Head Chorister e prima voce solista. Direttore del coro era allora George Malcolm, grande amico di Benjamin Britten, che colpito dalle qualità del coro propose di scrivere un pezzo per la loro esecuzione. Nacque così la Missa Brevis eseguita per la prima volta dal Choir of Westminster Abbey il 22 luglio 1959 sotto la direzione dello stesso Malcolm. Come Head Chorister Hahessy partecipa a questa esecuzione e ad altre alla Royal Festival Hall con Britten e registra i primi concerti di musica sacra alla radio per la BBC. Tra Britten e il giovane interprete si stabilisce un intenso rapporto professionale. Hahessy visita spesso il compositore a Aldeburgh ed è coinvolto nel processo creativo di alcune sue opere.
Nel 1961 Britten gli chiese di cantare la parte di Isacco nella cantata Abraham e Isaac alla Wigmore Hall di Londra. Questo pezzo era stato originariamente scritto da Britten nel 1952 per Kathleen Ferrier e Peter Pears. Tuttavia, Ferrier era morta di cancro nel 1953 e Britten pensò che fosse più appropriato affidare la parte di Isacco ragazzo ad un ragazzo. A quel punto Hahessy aveva 14 anni, la sua voce stava già abbastanza rapidamente scurendosi e nel processo aveva raggiunto la perfetta tonalità alta prima del completamento delle mutazione naturale. Si decise quindi di effettuare immediatamente la registrazione dell'opera; l'esecuzione di Hahessy assieme a Peter Pears e al compositore cambiò l'intera percezione del brano e contribuì in modo decisivo al suo successo. Fu anche deciso di creare un disco nel quale Hahessy registrò diversi brani, sempre accompagnato al piano dallo stesso compositore. Tra i brani eseguiti spicca il Corpus Christi Carol, che Britten aveva composto appositamente per lui come adattamento della quinta variazione della sua opera corale natalizia A Boy Was Born. Lo spartito, pubblicato da Oxford University Press, reca stampata la dedica del compositore al giovane interprete.
Terminato il suo impegno come voce bianca solista nel Choir of Westminster Abbey, Hahessy trascorre quattro anni nel villaggio rurale di Laxton nel Nottinghamshire presso una famiglia affidataria, gli Elwes, di cui a 21 anni prenderà il cognome. È nel frattempo già rientrato a Londra per proseguire gli studi musicali presso il Royal College of Music. Fa il suo debutto in teatro nel 1968 come tenore a The Proms, annuale stagione concertistica londinese alla Royal Albert Hall.
Come tenore John Elwes si distingue per la grande sensibilità musicale delle sue interpretazioni. Il suo repertorio spazia da Monteverdi, Rameau, Bach e Handel a Mozart, Schubert, Schumann, Mahler e Britten. Si esibisce regolarmente con i principali direttori di musica barocca, classica e contemporanea, come Nikolaus Harnoncourt, Roger Norrington, Joshua Rifkin, e Christopher Hogwood. Ha preso parte ad oltre un centinaio di registrazioni di opere, tra le quali si segnalano The First Booke of Songes di John Dowland; i cicli di lieder di Franz Schubert Die Schöne Müllerin e Winterreise; The Tempest di Henry Purcell (con John Eliot Gardiner); la Passione secondo Matteo e la Messa in Si minore di Johann Sebastian Bach (con Gustav Leonhardt); Le Roi David di Arthur Honegger (con Michel Corbozil); il Messiah di Georg Friedrich Händel (con Masaaki Suzuki); e Das Lied von der Erde di Gustav Mahler, per cui nel 2008 è stato nominato per un Grammy Award.
Si esibisce come ospite in programmi televisivi come Roy Castle Beats Time (7 April 1974), The Lively Arts(28 maggio 1977) e Le grand échiquier (9 settembre 1987), e nel 1987 è protagonista nel ruolo di Tito della registrazione televisiva de La clemenza di Tito di Christoph Willibald Gluck.
Sposato con l'arpista Siobhan Armstrong vive a Carrick-on-Suir in Irlanda.